# Спектроскопия

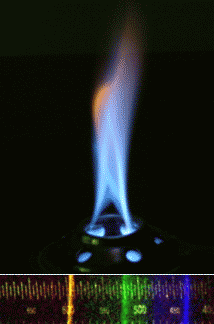
Спиртовое пламя и его спектр

Спектроскопи́я — раздел физики, посвящённый изучению спектров электромагнитного излучения, которые возникают при переходах между энергетическими уровнями в атомах и молекулах, а также образованных из них макроскопических объектах. В более широком смысле в спектроскопии занимаются  изучением спектров различных видов излучения.
В зависимости от вида изучаемого спектра  — испускания (эмиссионные), поглощения (абсорбционные), отражения, рассеяния и люминесценции — различают соответствующие виды спектроскопии, например, абсорбционная спектроскопия, спектроскопия комбинационного рассеяния, спектроскопия отражения и др..
Одно из важнейших применений спектроскопии — определение элементного и/или молекулярного состава образца вещества. Методы спектроскопии используются также для исследования энергетической структуры атомов, молекул и макроскопических тел, образованных из них. Они применяются при изучении таких макроскопических свойств тел, как температура и плотность, а в аналитической химии — для обнаружения и определения веществ.
К преимуществам спектроскопии относится возможность диагностики in situ (в отдельных случаях), то есть непосредственно в «среде обитания» объекта, бесконтактно, дистанционно, без какой-либо специальной подготовки объекта. Поэтому она получила широкое развитие, например, в астрономии.

## Задачи спектроскопии
Прямая задача спектроскопии — предсказание вида спектра вещества, исходя из знаний о его строении, составе и прочего.
Обратная задача спектроскопии — определение характеристик вещества (не являющихся непосредственно наблюдаемыми величинами) по свойствам его спектров (которые наблюдаются непосредственно и напрямую зависят как от определяемых характеристик, так и от внешних факторов).

## Виды и методы спектроскопии
По объектам исследования обычно выделяют виды спектроскопии, каждый из которых использует набор методов:
- атомная спектроскопия — исследование энергетических переходов между состояниями электронов на атомных орбиталях
  - Атомно-абсорбционная спектроскопия
  - Атомно-эмиссионная спектроскопия
  - Атомная флуоресценция
- молекулярная спектроскопия — исследование энергетических переходов между электронными, колебательными и вращательными уровнями энергии молекул
  - Инфракрасная спектроскопия
  - Мёссбауэровская спектроскопия
  - Микроволновая спектроскопия
  - Молекулярная электронная спектроскопия
  - Оптическая спектроскопия в видимом диапазоне длин волн
  - Рентгеновская спектроскопия
  - Терагерцовая спектроскопия
  - Ультрафиолетовая спектроскопия
  - Фотоэлектронная спектроскопия
  - Спектроскопия комбинационного рассеяния света
  - Электронный парамагнитный резонанс
  - Ядерный магнитный резонанс
- абсорбционная спектроскопия
  - Диодно-лазерная абсорбционная спектроскопия
  - Инфракрасная абсорбционная спектроскопия
  - Микроволновая спектроскопия поглощения
  - Спектроскопия электронного парамагнитного резонанса
  - Спектроскопия ядерного магнитного резонанса

## Спектроскопия в астрономии
Спектроскопический анализ света Солнца и других звёзд показал, что небесные тела состоят из тех же элементов, что и земные. Однако гелий был впервые обнаружен при спектроскопическом исследовании солнечного света. Одна из спектральных линий солнечного излучения не могла быть идентифицирована в течение достаточного долгого времени, таким образом до нахождения гелия на Земле предполагалось, что на Солнце существует некий на тот момент неизвестный элемент.
К успехам спектроскопии в астрономии можно приписать:
- Экспериментальное доказательство существования эффекта Доплера для световых волн
- Определение температуры звёзд и их спектральных классов